# Divize D 1967/1968
V soubojích 3. ročníku Moravskoslezské divize D 1967/68 (jedna ze skupin 3. fotbalové ligy) se utkalo 14 týmů každý s každým dvoukolovým systémem podzim–jaro. Tento ročník začal v srpnu 1967 a skončil v červnu 1968.

## Nové týmy v sezoně 1967/68
- Ze II. ligy – sk. B 1966/67 sestoupilo do Divize D mužstvo TJ Spartak Vsetín.
- Z Jihomoravského oblastního přeboru 1966/67 postoupilo vítězné mužstvo TJ Spartak ZJŠ Brno „B“.
- Ze Severomoravského oblastního přeboru 1966/67 postoupilo vítězné mužstvo TJ NHKG Ostrava.[1]

## Konečná tabulka
Zdroj: 
| Poř. | Tým                         | Z  | V  | R | P  | VG | OG | B  |
| ---- | --------------------------- | -- | -- | - | -- | -- | -- | -- |
| 1.   | TJ NHKG Ostrava (N)         | 26 | 18 | 6 | 2  | 58 | 15 | 42 |
| 2.   | TJ Spartak Vsetín (S)       | 26 | 16 | 7 | 3  | 49 | 22 | 39 |
| 3.   | TJ Železárny Prostějov      | 26 | 14 | 6 | 6  | 51 | 30 | 34 |
| 4.   | TJ Slezan Frýdek-Místek     | 26 | 12 | 9 | 5  | 38 | 27 | 33 |
| 5.   | ŽD Bohumín                  | 26 | 13 | 4 | 9  | 45 | 26 | 30 |
| 6.   | TJ Sigma MŽ Olomouc         | 26 | 10 | 8 | 8  | 36 | 45 | 28 |
| 7.   | TJ Uherské Hradiště         | 26 | 7  | 9 | 10 | 31 | 36 | 23 |
| 8.   | TJ ZKL Brno                 | 26 | 7  | 8 | 12 | 47 | 44 | 22 |
| 9.   | TJ KPS Brno                 | 26 | 8  | 6 | 12 | 33 | 39 | 22 |
| 10.  | TJ Spartak ZJŠ Brno „B“ (N) | 26 | 8  | 5 | 13 | 35 | 45 | 21 |
| 11.  | VTJ Dukla Olomouc           | 26 | 7  | 7 | 12 | 28 | 47 | 21 |
| 12.  | TJ OP Prostějov             | 26 | 7  | 6 | 13 | 32 | 42 | 20 |
| 13.  | TJ Jiskra Otrokovice        | 26 | 7  | 6 | 13 | 28 | 49 | 20 |
| 14.  | TJ Fatra Napajedla          | 26 | 3  | 3 | 20 | 24 | 67 | 9  |

Poznámky:
- Z = Odehrané zápasy; V = Vítězství; R = Remízy; P = Prohry; VG = Vstřelené góly; OG = Obdržené góly; B = Body; (S) = Mužstvo sestoupivší z vyšší soutěže; (N) = Mužstvo postoupivší z nižší soutěže (nováček)

|  | Postup do II. ligy – sk. B 1968/69                  |
|  | Sestup do Jihomoravského oblastního přeboru 1968/69 |